# Fil·lis
Fil·lis (en llatí Phillis, en grec antic Φίλλις) fou un escriptor sobre música nadiu de Delos, que portava el renom de μουσικός ("Mousikós", músic).
Ateneu de Naucratis cita dues obres d'aquest autor, una que portava el títol de Περὶ Αὐλητω̂ν ("Peri auleton", sobre l'art de tocar l'aulos) i una altra amb el títol de Περὶ Μουσικη̂ς ("Peri Mousikés", sobre la música), cadascuna formada per, almenys, dos llibres. En uns escolis a Aristòfanes se l'anomena Phyllis (Φύλλις o μουσικύς), i a Suides es troba amb el nom de Phylles (Φύλλης o μουσικός). Ateneu és qui li dona el nom de Phillis.